# Janet Conrad
Janet Marie Conrad (Wooster, Ohio, 23 de octubre de 1963) es una física experimental e investigadora estadounidense. Es profesora del Instituto de Tecnología de Massachusetts (MIT por sus siglas en inglés), que estudia la física de partículas elementales. Su trabajo se centra en las propiedades de los neutrinos y las técnicas para estudiarlos. En reconocimiento a sus esfuerzos, Conrad ha recibido varios premios de gran prestigio durante su carrera, entre ellos una beca de investigación Alfred P. Sloan, una Beca Guggenheim y el premio Maria Goeppert-Mayer de la American Physical Society. 

## Primeros años y educación
Conrad nació en Wooster, Ohio, Estados Unidos. Cuando era niña, fue miembro de 4-H. Su tío es el químico ganador del premio Nobel, William Lipscomb. En 1985, obtuvo una licenciatura en física de Swarthmore College. Luego asistió a la Universidad de Oxford para completar su maestría en High Energy Physics como miembro de la European Muon Collaboration en 1987 y luego en la Universidad de Harvard para completar un doctorado en High Energy Physics en 1993.

## Trayectoria
Después del segundo año de Conrad en Swarthmore, pasó el verano en Cambridge, Massachusetts, trabajando con Francis Pipkin en Harvard, por sugerencia de su tío. Al año siguiente, Conrad trabajó con él en Fermilab.
Después de graduarse de Harvard en 1993, Conrad tomó una posición como investigadora asociada postdoctoral en Nevis Laboratories, operado por la Universidad de Columbia. En 1995, se unió al departamento de física de Columbia como profesora asistente. En 1996, recibió el premio DOE Outstanding Junior Investigator por un estudio titulado Construction of a Decay Channel for the NuTeV Experiment at Fermilab. En 2002, fue nominada por la División de Partículas y Campos de la American Physical Society citando «su liderazgo en la física experimental de neutrinos». Desde 2005 hasta 2008, Conrad fue profesora distinguida de la facultad de Columbia y fue promovida a la posición de profesora Walter O. Lecroy en 2006. En 2008, Conrad dejó Columbia para unirse al Departamento de Física del MIT como profesora.
Conrad es miembro de varias colaboraciones de física, como MicroBooNE , DAEδALUS, Short-Baseline Near Detector (SBND) y IceCube.  Anteriormente, fue miembro de Double Chooz (2006-2014), SciBooNE (2005-2011), MiniBooNE (1997-2014), CCFR / NuTeV (1993-2001), E665 (1984-1996) y EMC (1985-1986).
Además, ha actuado como portavoz de IsoDAR/DAEdALUS y MiniBooNE, de la cual fue miembro fundadora.
En 2012, Conrad participó en un panel con el World Science Festival, hablando al público sobre los neutrinos.
Inspirada por los esfuerzos de desarrollo del detector mientras trabajaba en IceCube, Conrad participó en el desarrollo de un detector de muones de mesa de bajo costo.
En 2015, Conrad y su colega Lindley Winslow, profesora del MIT, fueron consultadas como expertas en la cultura y la ciencia de la física para la película de 2016 Cazafantasmas.

## Vida personal
Conrad contrajo matrimonio con el físico Vassili Papavassiliou, profesor en la Universidad Estatal de Nuevo México.

## Premios y honores
- Keasby Foundation Fellowship, 1986-1987; otorgado en 1985.[13]
- Premio del Departamento de Física de Harvard (KT Bainbridge); 1988.[1]
- AAUW American Dissertation Fellowship, 1991-92.[1]
- NSF Career Advancement Award; 1996.[1]
- Investigadora júnior destacada del DOE; 1996.[1][3]
- NSF CAREER Award; 1998.
- Presidential Early Career Award for Scientists and Engineers; 1999.[14]
- Beca de investigación Alfred P. Sloan; 2000.[15]
- Premio Maria Goeppert-Mayer de la American Physical Society; 2001.[16]
- Premio del Alcalde de Nueva York a la Excelencia en Ciencia y Tecnología, Joven Investigadora; 2001.[17]
- Miembro de la American Physical Society; 2003.[4]
- Beca Guggenheim; 2009.[6][18]
- Beca Amar G. Bose; 2014[19]